# Vähäsalmi
Vähäsalmi är ett sund i Finland. Det ligger i landskapet Egentliga Finland, i den sydvästra delen av landet, 160 km väster om huvudstaden Helsingfors.
Vähäsalmi ligger mellan Rimito i väster och Koisaari i öster. Vähäsalmi är nästen helt avskuret från havet. Endast ett smalt sund ansluter den till Kirkkosalmi i söder och en grävd kanal till Ruokorauma i norr.